# Lanouée
Lanouée foi uma comuna francesa na região administrativa da Bretanha, no departamento Morbihan. Estendia-se por uma área de 44,24 km². Em 2010 a comuna tinha 2 244 habitantes (densidade: 50,7 hab./km²).
Em 1 de janeiro de 2019, passou a formar parte da comuna de Forges de Lanouée.